# Aenigmatias highlandicus
Aenigmatias highlandicus är en tvåvingeart som beskrevs av Schmitz 1914. Aenigmatias highlandicus ingår i släktet Aenigmatias och familjen puckelflugor. Inga underarter finns listade i Catalogue of Life.